# Виндија (пећина)
Виндија је праисторијски палеонтолошки и археолошки локалитет који се налази код Доње Воће у Вараждинској жупанији у Хрватском Загорју. Локација се води као споменик природе са међународним статусом IUCN категорија III.

## Археолошка ископавања
Прве забелешке о Виндији потичу од Ивана Кукуљевића Сакцинског (1873) и Драгутина Горјановића-Крамбергера из 1904. године.
Археолог Градског музеја у Вараждину Стјепан Вуковић је први започео систематска истраживања и 1928. године пронашао рукотворине и остатке животиња. Археолошко истраживање С. Вуковића било је усмерено на намлађе слојеве, где је откривена керамика, коштани артефакти велденске културе и део палеолитских и мезолитских камених артефаката, који припадају левалоазијену, мустеријену, ауригнацијену, граветијену, епипалеолиту и мезолиту.
1974. године истраживање је водила ЈАЗУ и академик Мирко Малез.
У свим слојевима Виндије, укупно 13, од којих се најстарији датују у период од пре 150.000 година, сакупљено је много костију и зуба, претежно великих копнених сисара, у слоју г откривено је 80 комада скелетних остатака неандерталаца, а у слоју г1 кост пећинског медведа с урезаним круговима, који можда представљају орнамент. Скелетни остаци су пронађени и у слоју д.
Пошто су налази неандерталца пронађени 1974. године једни од најочуванијих на свету – стари око 30.000 година – пећина је проглашена као једна од најважнијих за проучавање праисторијског људског генома.